# Phénix du Québec
Le Phénix du Québec  est une équipe féminine professionnelle de hockey sur glace située à Montréal, au Québec. L'équipe évolue dans la Ligue canadienne de hockey féminin (également désignée par le sigle LCHF) lors de la saison 2007-2008.

## Historique
L'équipe est fondée au cours de l'été 2007 et joue la saison inaugurale de la LCHF en 2007-2008. L'effectif du Phénix se compose de joueuses francophones de la province de Québec dont Marie-Andrée Joncas dans les buts. De plus quatre hockeyeuses sont d'anciennes joueuses des Rafales de la Mauricie . L'équipe détient le record peu enviable d'une série de quinze défaites consécutives en saison, du 29 septembre 2007 au 5 janvier 2008 . Le 6 janvier 2008, Phénix renoue avec la victoire dans un match où la gardienne de but Christine Dufour réalise 51 arrêts lors d'une victoire 2-1 contre les Barracudas de Burlington . Malgré sept victoires lors des treize derniers matchs , le Phénix termine sa première saison au dernier rang de la division de l'Est en étant forfait pour la dernière rencontre. Le 27 janvier 2008, Dufour réalise un blanchissage lors de la victoire 1-0 de son équipe contre les Capital Canucks d'Ottawa. Troisième et dernière équipe de la division Est, Québec ne se qualifie pas pour les séries éliminatoires de fin de saison . Le club ferme ses portes peu de temps après.
À la fin de la saison 2007-2008, Christine Dufour est sélectionnée dans l'équipe étoile des recrues  de la LCHF. Avec vingt-et-un points en vingt-huit rencontres, Marie-Ève Pharand est la meilleure pointeuse de l'équipe.

## Résultats

### Statistiques
| Saison    | PJ | V | D  | DP | BP | BC  | Pts | Classement                | Séries éliminatoires |
| --------- | -- | - | -- | -- | -- | --- | --- | ------------------------- | -------------------- |
| 2007-2008 | 30 | 8 | 21 | 1  | 54 | 120 | 17  | Troisième de Division Est | Non qualifiés        |

### Match après match saison 2007-2008
| Date       | Domicile                 | Score | Extérieur                |
| ---------- | ------------------------ | ----- | ------------------------ |
| 16/09/2007 | Stars de Montréal        | 3–1   | Québec                   |
| 22/09/2007 | Ottawa                   | 3–4   | Québec                   |
| 29/09/2007 | Québec                   | 0–2   | Ottawa                   |
| 30/09/2007 | Stars de Montréal        | 8–1   | Québec                   |
| 06/10/2007 | Québec                   | 1–3   | Thunder de Brampton      |
| 13/10/2007 | Québec                   | 2–6   | Ottawa                   |
| 21/10/2007 | Québec                   | 0–3   | Stars de Montréal        |
| 27/10/2007 | Barracudas de Burlington | 6–5   | Québec                   |
| 28/10/2007 | Chiefs de Mississauga    | 9–1   | Québec                   |
| 03/11/2007 | Québec                   | 2–5   | Stars de Montréal        |
| 17/11/2007 | Québec                   | 1–6   | Stars de Montréal        |
| 01/12/2007 | Thunder de Brampton      | 3–1   | Québec                   |
| 02/12/2007 | Flames de Vaughan        | 4–2   | Québec                   |
| 08/12/2007 | Stars de Montréal        | 8–3   | Québec                   |
| 29/12/2007 | Québec                   | 0–6   | Stars de Montréal        |
| 30/12/2007 | Stars de Montréal        | 4–1   | Québec                   |
| 05/01/2008 | Québec                   | 2–8   | Barracudas de Burlington |
| 06/01/2008 | Québec                   | 2–1   | Flames de Vaughan        |
| 12/01/2008 | Québec                   | 3–1   | Ottawa                   |
| 13/01/2008 | Ottawa                   | 5–4   | Québec                   |
| 20/01/2008 | Québec                   | 2–1   | Ottawa                   |
| 24/01/2008 | Québec                   | 5–4   | Stars de Montréal        |
| 26/01/2008 | Québec                   | 1–2   | Ottawa                   |
| 27/01/2008 | Ottawa                   | 0–1   | Québec                   |
| 03/02/2008 | Stars de Montréal        | 6–1   | Québec                   |
| 09/02/2008 | Ottawa                   | 1–2   | Québec                   |
| 10/02/2008 | Québec                   | 1–6   | Chiefs de Mississauga    |
| 16/02/2008 | Québec                   | 4–5   | Ottawa                   |
| 17/02/2008 | Ottawa                   | 2–3   | Québec                   |
| 21/02/2008 | Stars de Montréal        | 1–0   | Québec                   |